# Alexei Barsov
Alexei Barsov (* 3. April 1966 in Samarqand) ist ein usbekischer Schachmeister.
Barsov, ein gelernter Jurist, ist seit Anfang der 1990er Jahre Berufsschachspieler und einer der führenden Spieler in Usbekistan. Einige Jahre war er Trainer und Sekundant des FIDE-Weltmeisters Rustam Kasimjanov. Seit 1992 ist er Internationaler Meister, seit 2000 trägt er den Titel eines Großmeisters. Zu seinen bedeutendsten Erfolgen in internationalen Turnieren zählen Siege in Oxford 1998 und York 1999 (geteilt mit Tiger Hillarp Persson und Julian Hodgson), er war geteilter Erster (1.–9.) in Kairo 2001, Zweiter in Abu Dhabi 2001. Er gewann das Traditionsturnier von Hastings 2001/02 (zusammen mit P. Harikrishna und K. Sasikiran), 2003 in Tarbes. Im gleichen Jahr wurde er Zweiter in Bogny-sur-Meuse 2003 und gewann in St. Quentin 2004, danach Zweiter in Caerleon 2005 und Sieger in Casablanca 2005. Barsov vertrat Usbekistan auf den Schacholympiaden 2000 in Istanbul (bei der er bester Spieler am zweiten Reservebrett war), 2004 in Calvià, 2006 in Turin, 2008 in Dresden und 2010 in Chanty-Mansijsk, bei der asiatischen Mannschaftsmeisterschaft 2016 sowie bei den Schachwettbewerben der Asienspiele 2006 und 2010.
Barsov spielt in mehreren europäischen Schachklubs. In Deutschland spielte er in der 2. Schachbundesliga für die Schachfreunde Lohmar und den SK Krumbach. In der höchsten niederländischen Spielklasse (bis 1996 Hoofdklasse, danach Meesterklasse) spielte Barsov von 1995 bis 2001 bei der Bussums Schaakgenootschap, in der französischen Top 12 spielte er in der Saison 2010/11 beim Club de L’Echiquier Chalonnais.